# Maurice Barrette
Maurice Barrette (* 17. Februar 1956 in Montreal, Québec; † 30. September 2018 in Québec City, Québec) war ein kanadischer Eishockeytorwart.

## Karriere
Barrette war von 1973 bis 1976 für die Remparts de Québec in der kanadischen Top-Juniorenliga Ligue de hockey junior majeur du Québec aktiv, mit denen er zahlreiche Erfolge feierte. So gewann der Kanadier mit dem Team 1974 und 1976 die Meisterschaft der LHJMQ, den Coupe du Président. Aufgrund dessen nahm er mit der Mannschaft zweimal, 1974 und 1976, erfolglos am Memorial Cup teil. Seine überzeugenden Leistungen führten dazu, dass Barrette 1976 ins First All-Star Team (East Division) der Liga gewählt und als bester Torwart des Memorial Cup 1976 mit der Hap Emms Memorial Trophy ausgezeichnet wurde. Im selben Jahr wurde der Torwart außerdem sowohl im NHL Amateur Draft als auch im WHA Amateur Draft berücksichtigt.
Barrette spielte jedoch nie in der National Hockey League und verbrachte stattdessen seine letzten drei Karrierejahre in der American Hockey League. Seine Zeit in der American Hockey League krönte der Rechtsfänger 1978 mit dem Gewinn des Harry „Hap“ Holmes Memorial Award für den Torwart mit dem geringsten Gegentorschnitt, den er sich mit seinem Mannschaftskameraden Rob Holland teilte. Seine Karriere ließ Barrette bei den Springfield Indians ausklingen.

## Erfolge und Auszeichnungen
- 1974 Coupe-du-Président-Gewinn mit den Remparts de Québec
- 1976 Coupe-du-Président-Gewinn mit den Remparts de Québec
- 1976 LHJMQ First All-Star Team (East Division)
- 1976 Hap Emms Memorial Trophy
- 1976 Memorial Cup All-Star Team
- 1978 Harry „Hap“ Holmes Memorial Award (gemeinsam mit Rob Holland)